# Персей из Кития
Персей из Кития (др.-греч. Περσαίος ο Κιτιεύς; ок. 306 — ок. 243 до н. э.) — философ-стоик, друг и любимый студент Зенона Китийского. Жил с ним в одном доме. Последующие писатели утверждали, что, возможно, он был рабом Зенона, посланный ему Антигоном Гонатом.
Известно, что Антигон II Гонат пригласил Зенона к себе в Пеллу ок. 276 г. до н. э. Однако Зенон отказался по причине пожилого возраста и отправил ему своих студентов Персея и Филонида Фивского. Персей стал важной фигурой при македонском дворе. После того, как Антигон захватил Коринф ок. 244 г. до н. э., Персей стал архонтом города, и погиб при защите города от нападения Арата Сикионского.
Ни один из трудов Персея не сохранился, исключая нескольких фрагментов. Диоген Лаэртский указывает на следующие работы, приписываемые Персею:
- Ἠθικαῖς σχολαῖς — Этическая школа.
- Περὶ βασιλείας — О царстве.
- Πολιτεία Λακωνική — Строительство Лакедемона.
- Περὶ γάμου — О браке.
- Περὶ ἀσεβείας — О неверии.
- Θυέστης — Тиэсты.
- Περὶ ἐρώτων — О любви.
- Προτρεπτικοί — Наставления.
- Διατριβῶν — Беседы.
- Χρειῶν — Апофегмы.
- Ἀπομνημονεύματα — Воспоминания.
- Πρὸς τοὺς Πλάτωνος νόμους — Законы Платона.